# 宇城市立青海小学校
宇城市立青海小学校（うきしりつ せいかいしょうがっこう）は、熊本県宇城市三角町郡浦町にある公立小学校。2003年4月に大岳小学校、郡浦小学校が統合し開校。校地は旧三角町立青海中学校。

## 歴史
- 2003年4月1日 - 三角町立大岳小学校、三角町立郡浦小学校が統合し三角町立青海小学校が開校。
- 2005年4月1日 - 宇城市立青海小学校と改称。